# اندیس کمپلکس توتک
کمپلکس توتک یک اندیس مصالح ساختمانی است که در حوالی شهر سوریان استان فارس قرار دارد و مادهٔ معدنی موجود در آن، گرانیت است.  